# Krausismo español
El krausismo español es el reflejo, desarrollo y continuación en España del modelo filosófico de K. Ch. F. Krause, filósofo alemán contemporáneo de Fichte, Schelling y Hegel, cuya influencia fue la base de la Institución Libre de Enseñanza. Sus principales representantes fueron Julián Sanz del Río, su introductor, Gumersindo de Azcárate y Francisco Giner de los Ríos.

## Orígenes y desarrollo

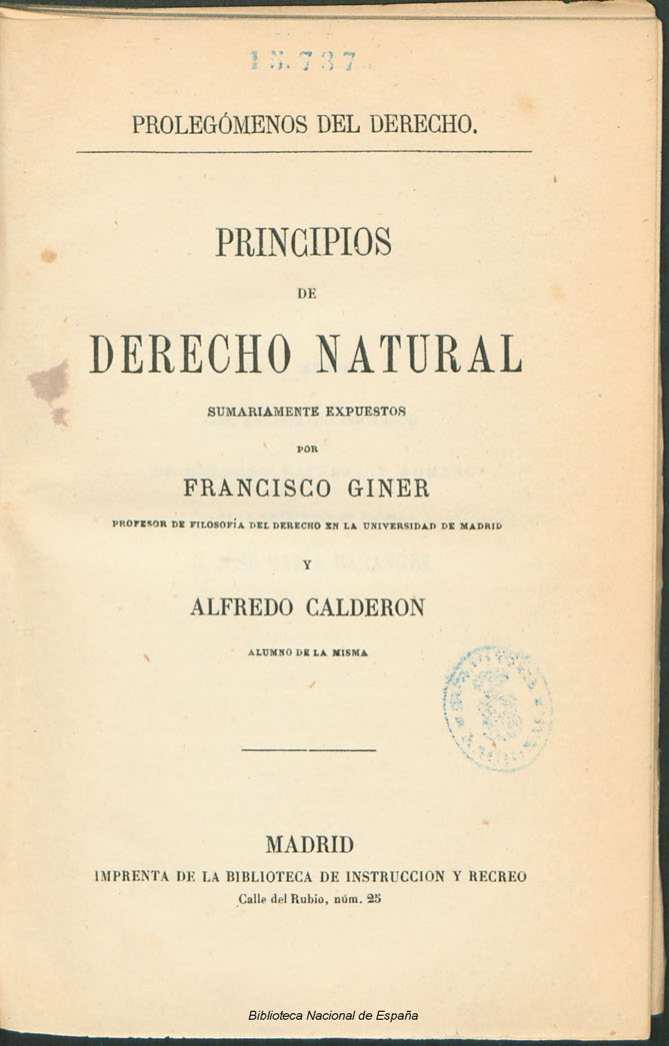
Principios del Derecho natural, publicado en 1873 por Giner de los Ríos.

La presentación del movimiento krausista en España esta asociada al discurso pronunciado por Julián Sanz del Río en la Universidad Central de Madrid el curso 1857-58. El profesor y pensador soriano había tomado contacto con el pensamiento de Krause tras una estancia en Alemania (1843), y su discurso puede considerarse bien un acto fundacional o bien un manifiesto filosófico, orientados hacia el cambio social. Esta voluntad de transformación se apoyó en la puesta en marcha de un conjunto de innovaciones en el terreno de la filosofía práctica y la pedagogía, desde una base antropológica. Una de las claves del sistema krausista gira en torno a una concepción armonicista, que se opone al tradicional «dualismo» materia-espíritu –enfrentados como irreconciliables–, y que incidirá de forma creativa en el Derecho natural, la filosofía jurídica, o el origen de un planteamiento sociológico. Con todo, Sanz del Río continúa y desarrolla la interpretación de los principales alumnos de Krause, Heinrich Ahrens, Guillermo Tiberghien etcétera.
Tras la presentación académica de Sanz del Río, y un violento rechazo en los estamentos de poder de la universidad española y el gobierno alfonsino –culminado con el llamado ‘Decreto Orovio’–, el krausismo español tendría en Francisco Giner de los Ríos su más efectivo gestor y pensador, no solo en el ámbito de la Universidad Central de Madrid. A su lado o en torno a él aparecen los nombres de Federico de Castro, Adolfo González Posada, Francisco de Paula Canalejas, y de manera esencial Gumersindo de Azcárate. 
La separación de Giner de la docencia oficial a raíz de la «cuestión universitaria», no fue sino la primera piedra de uno de los empeños educacionales y culturales de mayor significación en la historia de España: la Institución Libre de Enseñanza, como propuesta de un establecimiento privado de enseñanza frente a la decadencia de las antiguas Universidades y el monopolio de la Iglesia en la educación en España.

## Objetivos y programa
El krausismo surgiría en Alemania como intento de abrir una vía intermedia entre las dos grandes líneas de pensamiento germánico: el Idealismo (espíritu, ideas, teoría) y el Materialismo (naturaleza, hechos, práctica).
En España, sin embargo, los seguidores de Krause buscaron un medio de conciliar los conflictos que dividieron al país durante el siglo xix como consecuencia del enfrentamiento entre tradición y modernidad mantenido en la España contemporánea.
Algunos estudios consideran el krausismo español una vía intermedia entre la corriente alemana de pensamiento y el Positivismo (o ‘krausopositivismo’) de la segunda mitad del siglo xix. Desde su visión armónica del Universo, el krausismo español buscó superar el escollo de las dos españas, planteando un modelo organicista de la sociedad humana estructurado en esferas y una voluntad de conciliación con un programa de preceptos básicos:
- Secularización progresiva de la sociedad, más cercana al panteismo que al ateísmo,[4] en el ámbito de un «talante moderno, liberal, de intachable moralidad y de carácter reformador, frente a los tradicionales, ultramontanos neocatólicos, de tradición antiliberal».[10]

- Desarrollo del Derecho como garante de las condiciones que permitieran un desarrollarse armónico de la convivencia entre las clases y confesiones reunidas en el país y representadas en el Estado, defendiendo posiciones intermedias entre el individualismo y el socialismo.[13]

- La Pedagogía como eje de la Educación,[2] introduciendo nuevos planteamientos, técnicas y métodos, capítulo esencial para el progreso de la sociedad española.[7]

- El universalismo como opción para la superación del atraso cultural español provocado por regímenes absolutistas monárquicos desde el siglo xvi, abriendo las fronteras a las corrientes culturales europeas. Empresa que a través de instituciones como la Junta para Ampliación de Estudios e Investigaciones Científicas (JAE), conseguiría, en apenas un cuarto de siglo, poner a España en primera línea de la ciencia y la intelectualidad Europea. Progresión que quedaría interrumpida con la guerra civil española y luego perdida con el primer franquismo.[14]

## Krausistas españoles
Además de sus ya mencionados impulsores, Sanz del Río, Giner, De Azcárate, De Paula, De Castro y González Posada, y los no citados Manuel Pedregal y Cañedo, Teodoro Sainz Rueda, Fernando de Castro y Pajares o Nicolás Salmerón, se pueden integrar en una lista abierta de intelectuales del krausismo español las tres generaciones de alumnos de la Institución Libre definidas por Giner:
- Primera promoción, compuesta por el círculo de Giner de los Ríos después de su vuelta a la Universidad en 1881, tras la expulsión de 1875, entre ellos: Manuel Bartolomé Cossío, Joaquín Costa, Leopoldo Alas (Clarín), Alfredo Calderón, Eduardo Soler, Jacinto Messía, Adolfo Posada, Pedro Dorado Montero, Aniceto Sela, Rafael Altamira, Antonio Machado Núñez, etc.

- Segunda promoción, o los que Giner los denominaba sus ‘hijos’: Julián Besteiro, Pedro Corominas, José Manuel Pedregal, Martín Navarro Flores, Constancio Bernaldo de Quirós, Antonio Machado Álvarez, Domingo Barnés, José Castillejo, Gonzalo Jiménez de la Espada, Luis de Zulueta, Fernando de los Ríos, etc.

- Tercera promoción, o de los nacidos entre 1880 y 1890, los ‘nietos’ de Giner, de cuya larga lista podrían mencionarse: José Pijoán, Antonio Machado, Juan Ramón Jiménez, Francisco Ribera Pastor, José Ortega y Gasset, Américo Castro, Gregorio Marañón, José Deleito y Piñuela, Manuel García Morente, Lorenzo Luzuriaga, Pablo de Azcárate (sobrino de Gumersindo), Alberto Jiménez Fraud, Joaquín Xirau, etc.

Quizá podría añadirse un grupo de ‘seguidores’ del programa krausista, en el que estarían –ya en el siglo xx–: José Luis Abellán, Josefina Aldecoa, Vicente Cacho Viu, Julio Caro Baroja, Elías Díaz, Franco Díaz de Cerio, León Esteban Mateo, Fernando Fernández Bastarreche, María Dolores Gómez Molleda, Antonio Jiménez-Landi, Juan López Morillas, Luis Rodríguez Aranda, Eloy Terrón Abad...

## Valores éticos del krausismo
Julián Sanz del Río tomó los llamados "Mandamientos particulares y prohibitivos" de El ideal para la vida de Krause en su Institución Libre de Enseñanza. Son los siguientes:
1. Debes hacer el bien, no por la esperanza ni por el temor ni por el goce, sino por su propia bondad: entonces sentirás en ti la esperanza firme en Dios y vivirás sin temor.
2. Debes cumplir su derecho a todo ser, no por tu utilidad, sino por la justicia para los seres sensibles, no por el agradecimiento o la retribución de ellos y respetando su libertad; y al que bien te hace, vuélvele el bien colmado.
3. Debes amar individualmente una persona y vivir todo para ella, no por tu goce o tu provecho, sino porque esta persona forma contigo bajo Dios y la humanidad una persona superior (el matrimonio).
4. Debes ser social, no por tu utilidad, ni por el placer, ni por la vanidad, sino para reunirte con todos los seres en amor y mutuo auxilio ante Dios.
5. Debes estimarte y amarte no más que estimas y amas a los otros hombres, sino lo mismo que los estimas a ellos en la humanidad.
6. Debes afirmar la verdad solo porque y en cuanto la conoces, no porque otro la conozca; sin el propio examen no debes afirmar ni negar cosa alguna.
7. No debes ser orgulloso, ni egoísta, ni perezoso, ni falso, ni hipócrita, ni servil, ni envidioso, ni vengativo, ni colérico, ni atrevido; sino modesto, circunspecto, moderado, aplicado, verdadero, leal y de llano corazón, benévolo, amable y pronto a perdonar.
8. Renuncia de una vez al mal y a los malos medios aún para el buen fin; nunca disculpes ni excuses en ti ni en otros el mal a sabiendas. Al mal no opongas mal, sino solo bien, dejando a Dios el resultado.
9. Así, combatirás el error con la ciencia, la fealdad con la belleza, el pecado con la virtud; la injusticia con la justicia; al odio con el amor; el rencor con la benevolencia; la pereza con el trabajo; la vanidad con la modestia; el egoísmo con el sentido social y la moderación; la mentira con la verdad; la provocación con la firme serenidad y la igualdad de ánimo; la malignidad con la tolerancia; la ingratitud con la nobleza; la censura con la docilidad y la reforma; la venganza con el perdón. De este modo, combatirás el mal con el bien, prohibiéndote todo otro medio.
10. Al mal histórico, que te alcanza en la limitación del mundo y en la tuya particular, no opongas el enojo ni la pusilanimidad, ni la inacción; sino el ánimo firme, el esfuerzo perseverante y la confianza, hasta vencerlo con la ayuda de Dios y de ti mismo.[18]

## Mujer y krausismo
Algunas autoras contemporáneas han analizado la postura de los krausistas españoles sobre la función social de la mujer y el debate en torno al derecho a la educación y derecho al voto. El análisis podría sintetizarse en este párrafo: «El principal objetivo de la Escuela Krausista era difundir en España la idea del progreso para situarla a la altura de las naciones más avanzadas, la secularización de la sociedad y la expansión de la cultura, sin embargo el krausismo no planteaba una educación que respondiera a criterios igualitarios: el acceso de las mujeres a la educación debía hacerse de tal manera que no transgrediera el orden establecido, sino que las convirtiera en el soporte fundamental de la familia haciendo de ellas las perfectas esposas, amas de casa, educadoras de su descendencia y administradoras de la fortuna familiar».